# 100 mètres féminin aux Jeux olympiques d'été de 1980 (athlétisme)
Navigation
Montréal 1976 Los Angeles 1984
L'épreuve du 100 mètres féminin aux Jeux olympiques de 1980 s'est déroulée les 25 et 26 juillet 1980 au Stade Loujniki de Moscou, en URSS. Elle est remportée par la Soviétique Lyudmila Kondratyeva dans le temps de 11 s 06.

## Faits marquants
39 concurrentes représentant 22 nations participent à l'épreuve.
En l'absence de l'équipe américaine pour cause de boycott, l'Allemande de l'Est Marlies Göhr, la détentrice du record du monde en 10 s 88, était la favorite, même si la Soviétique Lyudmila Kondratyeva avait réalisé 10 s 87 deux mois avant les Jeux, un record non homologué.
Kondratyeva est la plus rapide en séries avec 11 s 13, puis en quarts avec 11 s 06. Elle remporte ensuite sa demi-finale en 11 s 11 devant Göhr, après que les deux autres Est-allemandes, Romy Müller et Ingrid Auerswald, ont dominé la première.
En finale, Kondratyeva et la Suédoise Linda Haglund prennent le meilleur départ, au contraire de Göhr retardée par des starting-blocks instables. Celle-ci remonte Kondratyeva, mais la Soviétique conserve finalement un centième d'avance, tandis qu'Auerswald s'adjuge le bronze. Kondratyeva boite après la course, et déclarera forfait pour le 200 mètres et le relais.

## Résultats

### Finale
| Rang               | Athlète              | Pays               | Temps   | Note |
| ------------------ | -------------------- | ------------------ | ------- | ---- |
| Médaille d'or      | Lyudmila Kondratyeva | Union soviétique   | 11 s 06 |      |
| Médaille d'argent  | Marlies Göhr         | Allemagne de l'Est | 11 s 07 |      |
| Médaille de bronze | Ingrid Auerswald     | Allemagne de l'Est | 11 s 14 |      |
| 4                  | Linda Haglund        | Suède              | 11 s 16 | NR   |
| 5                  | Romy Müller          | Allemagne de l'Est | 11 s 16 |      |
| 6                  | Kathy Smallwood      | Royaume-Uni        | 11 s 28 |      |
| 7                  | Chantal Réga         | France             | 11 s 32 |      |
| 8                  | Heather Hunte        | Royaume-Uni        | 11 s 34 |      |

### Demi-finales
Les quatre premières de chaque demi-finale se qualifient pour la finale.

#### Série 1
| Rang | Athlète          | Pays               | Temps   | Note |
| ---- | ---------------- | ------------------ | ------- | ---- |
| 1    | Romy Müller      | Allemagne de l'Est | 11 s 22 | Q    |
| 2    | Ingrid Auerswald | Allemagne de l'Est | 11 s 27 | Q    |
| 3    | Kathy Smallwood  | Grande-Bretagne    | 11 s 30 | Q    |
| 4    | Heather Hunte    | Grande-Bretagne    | 11 s 36 | Q    |
| 5    | Vera Anisimova   | Union soviétique   | 11 s 51 |      |
| 6    | Emma Sulter      | France             | 11 s 63 |      |
| 7    | Mariya Shishkova | Bulgarie           | 11 s 65 |      |
| 8    | Laureen Beckles  | France             | 11 s 70 |      |

#### Série 2
| Rang | Athlète               | Pays               | Temps   | Note |
| ---- | --------------------- | ------------------ | ------- | ---- |
| 1    | Lyudmila Kondratyeva  | Union soviétique   | 11 s 11 | Q    |
| 2    | Marlies Göhr          | Allemagne de l'Est | 11 s 18 | Q    |
| 3    | Linda Haglund         | Suède              | 11 s 36 | Q    |
| 4    | Chantal Réga          | France             | 11 s 36 | Q    |
| 5    | Sonia Lannaman        | Grande-Bretagne    | 11 s 38 |      |
| 6    | Natalya Bochina       | Union soviétique   | 11 s 38 |      |
| 7    | Sofka Popova          | Bulgarie           | 11 s 40 |      |
| 8    | Denise Robertson-Boyd | Australie          | 11 s 44 |      |

### Quarts de finale
Les cinq premières de chaque quart de finale passent en demi-finale, ainsi que le meilleur temps.

#### 1erquart de finale
| Rang | Athlète               | Pays               | Temps   | Note |
| ---- | --------------------- | ------------------ | ------- | ---- |
| 1    | Lyudmila Kondratyeva  | Union soviétique   | 11 s 06 | Q    |
| 2    | Romy Müller           | Allemagne de l'Est | 11 s 09 | Q    |
| 3    | Heather Hunte         | Grande-Bretagne    | 11 s 25 | Q    |
| 4    | Denise Robertson-Boyd | Australie          | 11 s 35 | Q    |
| 5    | Mariya Shishkova      | Bulgarie           | 11 s 47 | Q    |
| 6    | Emma Sulter           | France             | 11 s 48 | q    |
| 7    | Brigitte Senglaub     | Suisse             | 11 s 56 |      |
| 8    | Marisa Masullo        | Italie             | 11 s 57 |      |

#### 2equart de finale
| Rang | Athlète         | Pays               | Temps   | Note |
| ---- | --------------- | ------------------ | ------- | ---- |
| 1    | Marlies Göhr    | Allemagne de l'Est | 11 s 12 | Q    |
| 2    | Kathy Smallwood | Grande-Bretagne    | 11 s 24 | Q    |
| 3    | Natalya Bochina | Union soviétique   | 11 s 30 | Q    |
| 4    | Sofka Popova    | Bulgarie           | 11 s 42 | Q    |
| 5    | Laureen Beckles | France             | 11 s 54 | Q    |
| 6    | Oguzoeme Nsenu  | Nigeria            | 11 s 55 |      |
| 7    | Debbie Wells    | Australie          | 11 s 66 |      |
| 8    | Rosie Allwood   | Jamaïque           | 11 s 69 |      |

#### 3equart de finale
| Rang | Athlète           | Pays               | Temps   | Note |
| ---- | ----------------- | ------------------ | ------- | ---- |
| 1    | Ingrid Auerswald  | Allemagne de l'Est | 11 s 12 | Q    |
| 2    | Sonia Lannaman    | Grande-Bretagne    | 11 s 20 | Q    |
| 3    | Linda Haglund     | Suède              | 11 s 31 | Q    |
| 4    | Vera Anisimova    | Union soviétique   | 11 s 33 | Q    |
| 5    | Chantal Réga      | France             | 11 s 40 | Q    |
| 6    | Rufina Ubah       | Nigeria            | 11 s 60 |      |
| 7    | Helinä Laihorinne | Finlande           | DNS     |      |
| 7    | Els Vader         | Pays-Bas           | DNS     |      |

## Légende
Records et Performances
- AR : Record continental (area record)
- CR : Record des championnats (championship record)
- MR : Record du meeting (meet record)
- NR : Record national (national record)
- OR : Record olympique (olympic record)
- PR : Record paralympique (paralympic record)
- PB : Record personnel (personal best)
- SB : Meilleure performance personnelle de la saison (season's best)
- WL : Meilleure performance mondiale de l'année (world leader)
- WJR : Record du monde junior (world junior record)
- WR : Record du monde (world record)

Circonstances et Conditions
- DNF : N'a pas terminé (did not finish)
- DNS : N'a pas pris le départ (did not start)
- DQ : Disqualification (disqualification)
- NM : Aucun essai valable enregistré (No Mark)
- Q : Qualifié « directement » au prochain tour (ou à la prochaine compétition), lors d'une compétition majeure, grâce au classement ou à la réalisation des minima (automatic qualifier)
- q : Qualifié au prochain tour (ou à la prochaine compétition), lors d'une compétition majeure, grâce au repêchage ou à la réalisation de l'une des meilleures performances parmi celles des « non qualifiés directement » (grâce au meilleur temps ou à la meilleure distance par exemple) (secondary qualifier)